# Luxiol
Luxiol est une commune française située dans le département du Doubs, la région culturelle et historique de Franche-Comté et la région administrative Bourgogne-Franche-Comté. 
Ses habitants se nomment les Luxioliens et Luxioliennes.

## Géographie

### Climat
Pour des articles plus généraux, voir Climat de la Bourgogne-Franche-Comté et Climat du Doubs.
En 2010, le climat de la commune est de type climat de montagne, selon une étude du Centre national de la recherche scientifique s'appuyant sur une série de données couvrant la période 1971-2000. En 2020, Météo-France publie une typologie des climats de la France métropolitaine dans laquelle la commune est exposée à un climat semi-continental et est dans la région climatique  Jura, caractérisée par une forte pluviométrie en toutes saisons (1 000 à 1 500 mm/an), des hivers rigoureux et un ensoleillement médiocre. 
Pour la période 1971-2000, la température annuelle moyenne est de 9,8 °C, avec une amplitude thermique annuelle de 17,1 °C. Le cumul annuel moyen de précipitations est de 1 250 mm, avec 12,8 jours de précipitations en janvier et 10,6 jours en juillet. Pour la période 1991-2020, la température moyenne annuelle observée sur la station météorologique de Météo-France la plus proche, « Branne_sapc », sur la commune de Branne à 9 km à vol d'oiseau, est de 11,1 °C et le cumul annuel moyen de précipitations est de 1 127,0 mm. 
La température maximale relevée sur cette station est de 39 °C, atteinte le 7 août 2015 ; la température minimale est de −19,8 °C, atteinte le 20 décembre 2009,,. 
Les paramètres climatiques de la commune ont été estimés pour le milieu du siècle (2041-2070) selon différents scénarios d'émission de gaz à effet de serre à partir des nouvelles projections climatiques de référence DRIAS-2020. Ils sont consultables sur un site dédié publié par Météo-France en novembre 2022.

## Urbanisme

### Typologie
Au 1er janvier 2024, Luxiol est catégorisée commune rurale à habitat dispersé, selon la nouvelle grille communale de densité à 7 niveaux définie par l'Insee en 2022.
Elle est située hors unité urbaine et hors attraction des villes,.

### Occupation des sols
L'occupation des sols de la commune, telle qu'elle ressort de la base de données européenne d’occupation biophysique des sols Corine Land Cover (CLC), est marquée par l'importance des territoires agricoles (73,9 % en 2018), en diminution par rapport à 1990 (78,1 %). La répartition détaillée en 2018 est la suivante : 
zones agricoles hétérogènes (38,4 %), prairies (33 %), forêts (21,9 %), zones urbanisées (4,2 %), terres arables (2,5 %). L'évolution de l’occupation des sols de la commune et de ses infrastructures peut être observée sur les différentes représentations cartographiques du territoire : la carte de Cassini (XVIIIe siècle), la carte d'état-major (1820-1866) et les cartes ou photos aériennes de l'IGN pour la période actuelle (1950 à aujourd'hui).

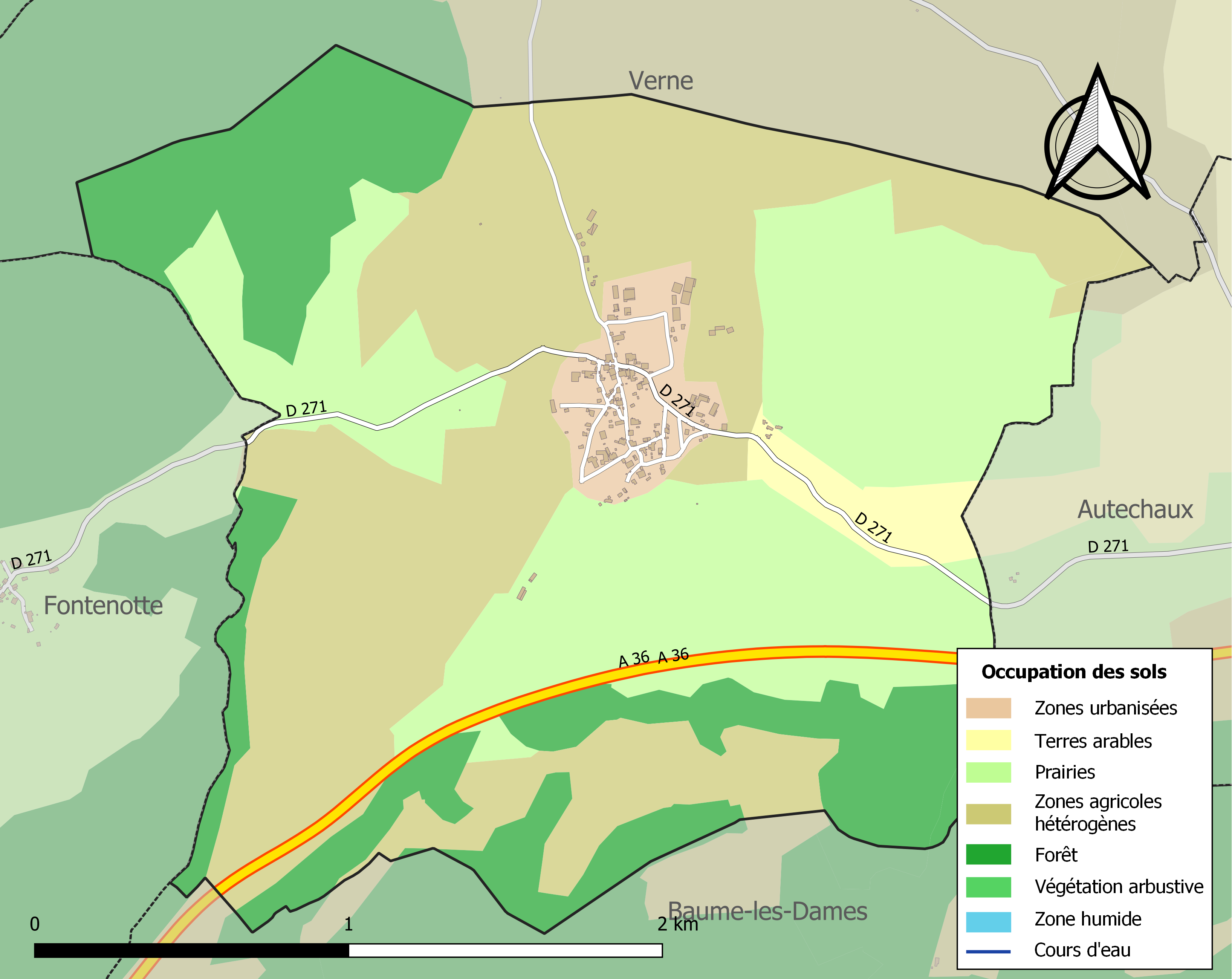
Carte des infrastructures et de l'occupation des sols de la commune en 2018 (CLC).

## Histoire
De nombreux vestiges gallo-romains ont été retrouvés sur le territoire, en effet Luxiol se trouvait sur la voie romaine reliant Besançon à Mandeure dont il était un relais.
Au Moyen Âge, Luxiol dépend de la châtellenie de Baume-les-Dames et des comtes de Montbéliard. Les habitants se disent sujets du roi d'Espagne. Pendant la guerre de Dix Ans, ils doivent héberger les troupes. En 1773, le roi cède le village au sieur de Mauclerc d'Osse et dès 1775,  un notable d'Avoudrey, Claude Étienne Barrand s'installe sur les terres de Luxiol où il s'établit avec son épouse et ses enfants (Famille Barrand) . Sa descendance est nombreuse dans le village. Au XXe siècle, plusieurs fromageries Barrand s'établissent  dans la région de Baume-les-Dames, puis en Bourgogne et jusqu'en Charentes. Celle de Luxiol cesse son activité à la fin du XXe siècle.
Luxiol est rattaché à la paroisse de Verne.

### Tuerie de 1989
Le 12 juillet 1989, Christian Dornier, un agriculteur du village, pris d'une folie soudaine, abat quinze personnes. Jeune homme dépressif qui a refusé d’assister au mariage de sa sœur mariée quatre jours plus tôt, il tue à la carabine de chasse sa sœur et sa mère dans la ferme familiale, puis des personnes qu'il croise sur la route qui le mène à Autechaux, village avoisinant. Huit autres personnes seront blessées, dont le commandant de la compagnie de gendarmerie de Baume-les-Dames. Grièvement blessé de deux balles et maîtrisé à 14 h 25 par les gendarmes de Baume-les-Dames, l'assassin survivra néanmoins.
En 1993, la justice prononce un non-lieu devant l'état de démence de M. Dornier.
Actuellement, il est interné à l'unité pour malades difficiles de Sarreguemines.

## Toponymie
La localité se nommait Loposagio vers 250, Liesol en 1423 et Lucio en 1512.

## Politique et administration
| Période                                  | Période       | Identité         | Étiquette | Qualité |
| ---------------------------------------- | ------------- | ---------------- | --------- | ------- |
| mars 2008                                | novembre 2009 | Benito Alcapia   |           |         |
| novembre 2009                            | ?             | Christophe Colin |           | Artisan |
| mai 2020                                 | En cours      | Bertrand Barrand |           |         |
| Les données manquantes sont à compléter. |               |                  |           |         |

## Démographie
L'évolution du nombre d'habitants est connue à travers les recensements de la population effectués dans la commune depuis 1793. Pour les communes de moins de 10 000 habitants, une enquête de recensement portant sur toute la population est réalisée tous les cinq ans, les populations de référence des années intermédiaires étant quant à elles estimées par interpolation ou extrapolation. Pour la commune, le premier recensement exhaustif entrant dans le cadre du nouveau dispositif a été réalisé en 2006.

En 2022, la commune comptait 156 habitants, en évolution de −3,11 % par rapport à 2016 (Doubs : +1,88 %, France hors Mayotte : +2,11 %).
| 1793 | 1800 | 1806 | 1821 | 1831 | 1836 | 1841 | 1846 | 1851 |
| ---- | ---- | ---- | ---- | ---- | ---- | ---- | ---- | ---- |
| 274  | 255  | 235  | 187  | 272  | 270  | 295  | 284  | 300  |

| 1856 | 1861 | 1866 | 1872 | 1876 | 1881 | 1886 | 1891 | 1896 |
| ---- | ---- | ---- | ---- | ---- | ---- | ---- | ---- | ---- |
| 254  | 274  | 276  | 247  | 259  | 265  | 234  | 257  | 228  |

| 1901 | 1906 | 1911 | 1921 | 1926 | 1931 | 1936 | 1946 | 1954 |
| ---- | ---- | ---- | ---- | ---- | ---- | ---- | ---- | ---- |
| 196  | 216  | 232  | 191  | 180  | 173  | 172  | 145  | 144  |

| 1962 | 1968 | 1975 | 1982 | 1990 | 1999 | 2006 | 2011 | 2016 |
| ---- | ---- | ---- | ---- | ---- | ---- | ---- | ---- | ---- |
| 124  | 141  | 138  | 128  | 138  | 158  | 165  | 161  | 161  |

| 2021 | 2022 | - | - | - | - | - | - | - |
| ---- | ---- | - | - | - | - | - | - | - |
| 157  | 156  | - | - | - | - | - | - | - |

## Culture locale et patrimoine

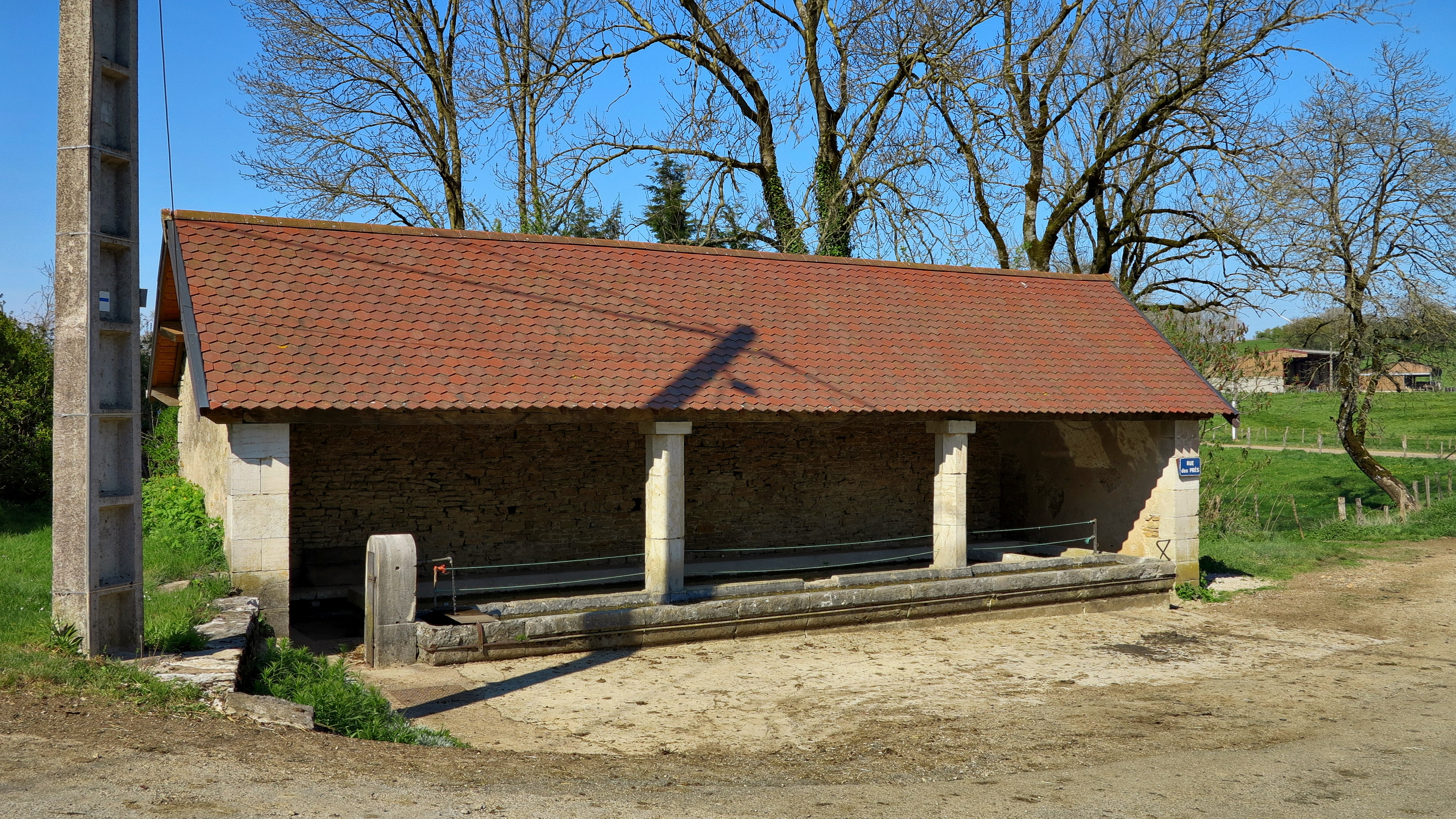
Le lavoir-abreuvoir.

### Lieux et monuments
- La fontaine du Grand Visenay, construite en 1826, est reconstruite en 1864 par l'architecte Jules Goguely.

La commune a la particularité de ne pas avoir d'église.